# Вырытаёль
Вырытаёль — река в России, протекает по Республике Коми. Устье реки находится в 31 км по правому берегу реки Кедва. Длина реки составляет 19 км.

## Данные водного реестра
По данным государственного водного реестра России, относится к Двинско-Печорскому бассейновому округу, водохозяйственный участок реки — Печора от впадения реки Уса до водомерного поста Усть-Цильма, речной подбассейн реки — бассейны притоков Печоры ниже впадения Усы. Речной бассейн реки — Печора.
Код объекта в государственном водном реестре — 03050300112103000077322.